# Photoscotosia funebris
Photoscotosia funebris là một loài bướm đêm trong họ Geometridae.